# Hatthaporn Suwan
Hatthaporn Suwan (Thai: หัตฐพร สุวรรณ, * 23. Februar 1984 in Lamphun) ist ein thailändischer ehemaliger Fußballspieler.

## Karriere
Seine Karriere begann Hatthaporn beim FC Thailand Tobacco Monopoly im Jahre 2004. Die erste Meisterschaft seiner Karriere feierte er bereits in der Saison 2004/05, als er mit seinem damaligen Verein die Thai Premier League gewinnen konnte. 2007 spielte er für ein Jahr für die PEA und wechselte anschließend zu FC Coke-Bangpra. Nach nur einer Saison bei Muang Thong United wechselte er zur Saison 2010 zu BEC Tero Sasana. Bei Muang Thong kam er nur auf Neun Einsätze. Nach 2005, mit dem FC Thailand Tobacco Monopoly konnte er mit Muang Thong United seinen insgesamt zweiten Meistertitel feiern.
Für die Nationalmannschaft Thailands spielte er hauptsächlich in den Jahren 2006 bis 2007. So war er Teil der U-23 seines Landes, bei den Asienspielen 2006. 2007 stand er im Kader von gleich drei großen Turnieren. Den Südostasienspielen, wobei der die Goldmedaille mit der Mannschaft gewinnen konnte, der Fußball-Asienmeisterschaft 2007 und der ASEAN-Fußballmeisterschaft. Bei letzterem Turnier konnte er mit der Elf das Finale erreichen.

## Auszeichnungen und Erfolge

### Erfolge als Spieler

#### Tobacco Monopoly
- Thai Premier League Meister 2004/05

#### Muang Thong United
- Thai Premier League Meister 2009

#### Nationalelf
- ASEAN-Fußballmeisterschaft Finalist 2007
- Teilnahme an der Endrunde zu der Fußball-Asienmeisterschaft 2007
- Teilnahme an der Endrunde zu den Asienspielen 2006 (U-23)
- Südostasienspiele Goldmedaille 2007